# W lesie dziś nie zaśnie nikt 2
W lesie dziś nie zaśnie nikt 2 – polski horror z 2021 roku w reżyserii Bartosza M. Kowalskiego. Film jest kontynuacją pierwszej części slashera z 2020 roku o tym samym tytule.
Premiera filmu odbyła się 27 października 2021 w serwisie VOD Netflix.

## Fabuła
Głównym bohaterem sequela jest Adaś (Mateusz Więcławek), młody, samotny, nieszczęśliwy policjant z małej wsi na Podlasiu. Ignorowany przez swoich kolegów oraz piękną i niezwykle pewną siebie Wanessę, nieśmiały chłopak szuka swojego miejsca na świecie. W drugim filmie poznamy również dalsze losy Zosi (Julia Wieniawa), która pokaże zupełnie nowe i zaskakujące oblicze.

## Obsada
| Aktor                 | Rola                     |
| --------------------- | ------------------------ |
| Mateusz Więcławek     | Adaś Adamiec             |
| Julia Wieniawa        | Zosia Wolska             |
| Zofia Wichłacz        | Wanessa Kowalczyk        |
| Andrzej Grabowski     | sierżant Waldek Gwizdała |
| Wojciech Mecwaldowski | kierownik obozu Oliwier  |
| Izabela Dąbrowska     | prostytutka Janeczka     |
| Sebastian Stankiewicz | Mariusz                  |
| Robert Wabich         | Sławek                   |
| Lech Dyblik           | Janusz                   |
| Michał Zbroja         | Bliźniak 1/Bliźniak 2    |

## Opinie
W recenzji dla serwisu Prime Movies Albert Nowicki podsumował film jako „postmodernistyczny, atrakcyjnie zwizualizowany horror, trochę w stylu Tromy” i dodał: „Netflix nie poskąpił twórcom budżetu – W lesie dziś nie zaśnie nikt 2 to slasher pełen soczystego gore'u, a charakteryzacja stoi tu na światowym poziomie. Odjechany twist narracyjny jednych do siebie przekona, a innych rozczaruje – fabuła to istna jazda po bandzie. Reżyser zdaje się mieć kilka sprzecznych pomysłów na film. Jest jeden znaczący minus: przy najszczerszych chęciach nie da się odczytać go w jednym tylko przyjętym kluczu. To nie jest spójny sequel, a mariaż wielu gatunków, niekiedy do siebie nieprzystających.”.